# 黑色會
《黑色會》（英語：Back to Black）是英國歌手艾美·懷絲的第二張錄音室專輯，2006年10月4日由小島唱片發行。它也是懷絲在世的最後一張專輯作品。專輯結合1960年代的靈魂樂唱腔和現代R&B元素，以主觀歌詞描繪愛情、敘說懷絲的飲酒、性和吸毒經驗。專輯亦推出數張單曲，包括〈戒了吧〉、〈我不是好東西〉、〈黑色會〉、〈淚已乾〉和〈愛是失敗遊戲〉。《黑色會》普遍獲得音樂評論家的正面評價；評論界尤其讚揚專輯的古典靈魂樂風及懷絲充滿感染力的演唱風格與歌曲創作，也推崇製作人莎蘭姆·雷米和馬克·朗森的專輯製作功力。
== 參考資料 = 和合图
1. ↑  . Muze.   [2010-08-26]. （原始内容存档于2010-08-26）.

## 外部連結
- 官方网站
- 《黑色會 （页面存档备份，存于）》在Discogs網站
- 《黑色會 （页面存档备份，存于）》在Metacritic網站